# リア・ブレイニー
リア・ブレイニー（Leah Blayney, 1986年7月4日 - ）は、オーストラリア・カトゥーンバ出身の元プロサッカー選手、サッカー指導者。
現役時代のポジションはミッドフィールダー。

## 来歴
現役時代にオーストラリアや米国、スウェーデンでプレーし、代表選手としても活躍。指導者に転身後はアンダー世代のオーストラリア代表でアシスタントコーチや分析担当、監督を歴任し、トップチームでもアシスタントコーチを務めた。
2019年に初の監督として担当したのがU-20オーストラリア女子代表。
AFC U20女子アジアカップ2024では歴代最高タイの3位となり、アジア予選から初めて自力でFIFA U-20女子ワールドカップへの出場権を獲得した。
2025年1月5日、なでしこジャパン初の外国人監督となったニルス・ニールセンの元でコーチに就任。
ライバルチームへの就任についてオーストラリアサッカー連盟からは「彼女は、マチルダスの現在の多くの選手の育成に重要な役割を果たし、ほぼ10年にわたりオーストラリアの女子ユース代表チームの指導に尽力してきました。（中略）彼女の新たな章での成功を祈るとともに、将来彼女がオーストラリアのサッカー界に戻ってくることを楽しみにしています。」と、彼女のこれまでの貢献に称賛が送られた。

## 所属クラブ
- 2006年  Auburn University Women’s Soccer（Division 1）
- 2007年 - 2009年  Central Connecticut State Women’s Soccer（Division 1）
- 2008年 - 2009年  シドニーFC（英語版）
- 2009年 - 2010年  ボストン・アステック（英語版）
- 2010年 - 2011年  キャンベラ・ユナイテッドFC
- 2011年  ボストン・ブレイカーズ
- 2012年  エシルストゥーナ・ユナイテッド（英語版）

## 指導歴
- 2016年  U-17オーストラリア女子代表（英語版） アシスタントコーチ
- 2016年 - 2019年  オーストラリア女子代表 分析担当
- 2016年 - 2019年  ウェスタン・シドニー・ワンダラーズ女子チーム（英語版） アシスタントコーチ
- 2017年 - 2018年  U-20オーストラリア女子代表（英語版） アシスタントコーチ
- 2019年 - 2024年  Football Australia Future Matildas Program Technical Lead
- 2019年 - 2024年  U-20オーストラリア女子代表 監督
- 2022年 - 2024年  U-23オーストラリア女子代表（英語版） アシスタントコーチ
- 2024年10月～同年12月  オーストラリア女子代表 アシスタントコーチ（暫定）
- 2025年 -  日本女子代表 コーチ

## 資格
- 2021年 Football Australia / AFC Aライセンス
- 2023年 AFC Proディプロマ（英語版）(JFA Proライセンス相当)